# Balthasar Gérard
Balthasar Gérard (en holandés, Gerards or Gerardts) (1557-14 de julio de 1584) fue el ejecutor del líder independentista de las Provincias Unidas de los Países Bajos, considerado como traidor por los leales al duque de Borgoña (también rey de España), Guillermo de Orange, también conocido como Guillermo el Taciturno.
Gérard nació en Vuillafans (Franco Condado), actualmente parte de Francia (en aquellos tiempos de la Monarquía Hispánica), en el número 3 de la actual calle Gérard. Fue uno de los once hermanos de una familia católica y admiraba profundamente a Felipe II de España, soberano de los Países Bajos y conde de Borgoña. Estudió leyes en la Universidad de Dole. Antes de que Felipe II ofreciese una recompensa por la cabeza de Guillermo de Orange, Gerárd les había dicho a sus compañeros de estudios que apuñalaría al Taciturno.
Felipe II ofreció una recompensa de 25 000 coronas al que matase a Guillermo de Orange, al que llamaba "peste del conjunto de la cristiandad y un enemigo de la raza humana".

## Preparativos
Tras el anuncio de la recompensa se fue a Luxemburgo (Países Bajos Españoles) donde supo que Juan de Jáuregui estaba planeando el asesinato. En marzo de 1584 dejó Luxemburgo y viajó a Tréveris. Allí forjó su plan antes de que un jesuita le convenciese de cambiar su plan original para acudir al príncipe de Parma.
En Tournay se reunió con un famoso franciscano, el Padre Gery. Allí escribió una carta con copia entregada para su custodia al guardián del convento franciscano. Él mismo le entregó el original al Príncipe de Parma, al que dijo: «El vasallo debería preferir siempre la justicia y el deseo del rey a su propia vida».
Le explicó su plan pero no especificó la naturaleza exacta de su estratagema. Al principio el príncipe le creyó poco adecuado, pero tras consultar a Haultpenne fue asignado a Christoffel d' Assonleville, quien le pidió que pusiese por escrito su plan, lo que hizo el 11 de abril de 1584.
Le pidió la absolución del Príncipe de Parma «pues iba estar en compañía por algún tiempo con herejes y ateos, y debía acomodarse en cierta forma a sus costumbres».
Para sus primeros gastos pidió cincuenta coronas, petición que fue rechazada «me proveeré de mi propia bolsa», le dijo a Assonleville, «y dentro de seis semanas oirás de mí»--«ve, hijo mío», dijo Assonleville, «y si tienes éxito en tu empresa, el rey te cumplirá todas sus promesas y obtendrás un nombre inmortal».
En la primera oportunidad que se le presentó para el crimen no se había preparado lo suficiente y no tenía plan de huida. En aquella época Guillermo dormía desarmado y solo en la cama. Esperó a otra oportunidad.
El 8 de julio merodeó en el patio examinando la situación. Un alabardero le preguntó por qué esperaba allí. Él se excusó diciendo que con sus ropas raídas y sin zapatos nuevos no podía unirse a la congregación en la iglesia cercana. El alabardero no sospechó el propósito real de Balthasar y apiadándose de su pobreza le consiguió 50 coronas.
A la mañana siguiente Gérard le compró a un soldado un par de pistolas, con el que regateó largo rato porque el soldado no podía proporcionarle la munición que él pedía. Se cree que tras conocer los acontecimientos que ocurrirían al día siguiente el soldado se suicidó.

## La Ejecución o Asesinato de Guillermo

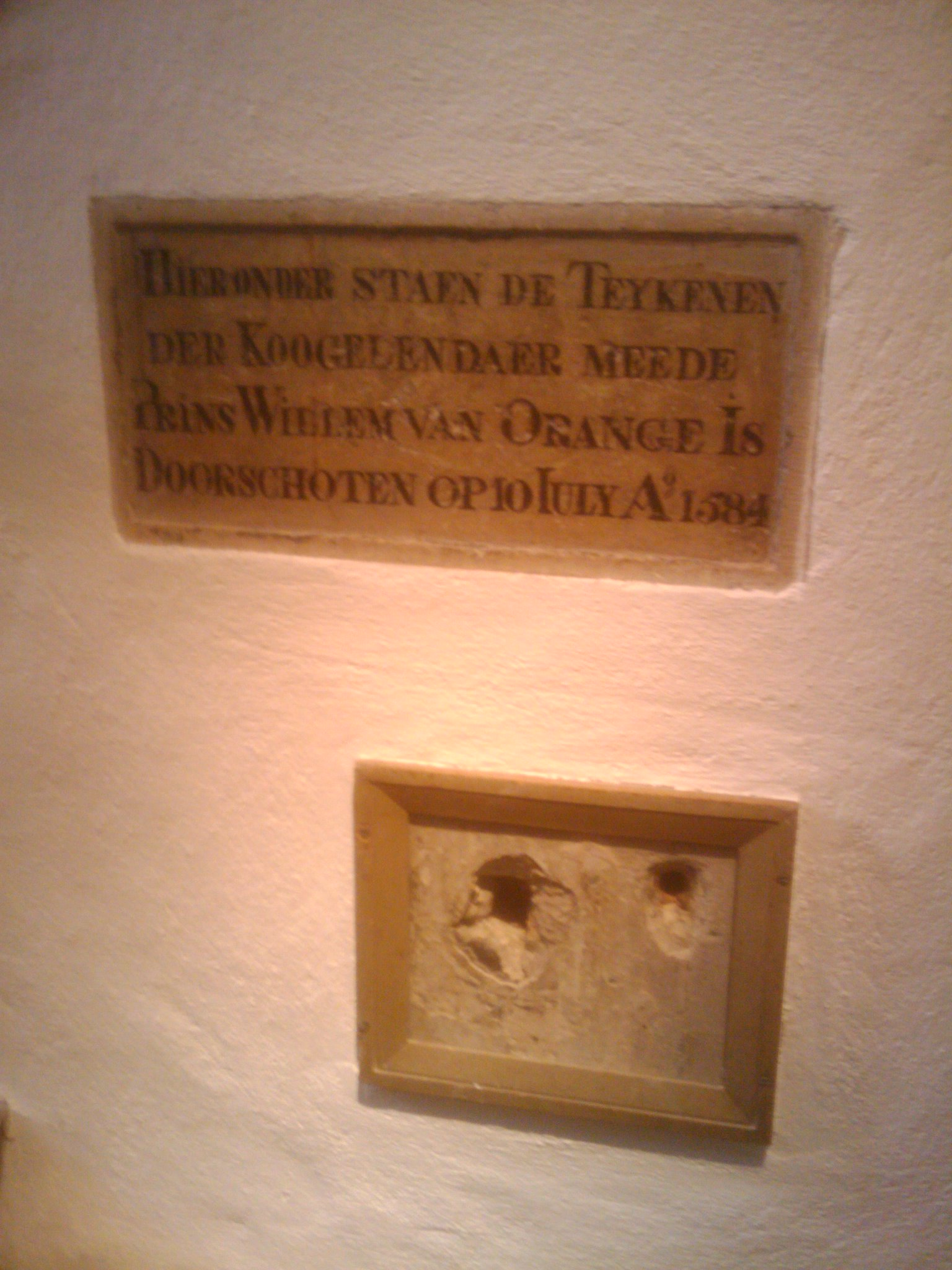
Los agujeros de bala aún visibles en el Prinsenhof (Delft)

Cuando Guillermo de Orange subía las escaleras hacia el segundo piso le habló el capitán galés, Roger Williams, quien se arrodilló ante él. Guillermo puso su mano en la cabeza del viejo capitán, momento en el que Balthasar Gérard saltó desde un rincón oscuro. Gérard sacó sus armas y disparó dos veces. Guillermo cayó. Se cree que sus últimas palabras fueron «Mon Dieu, ayez pitié de moi et de mon pauvre peuple» (Dios mío, ten piedad de mi alma y de este pobre pueblo).
Gérard escapó por la puerta lateral y corrió por un estrecho sendero perseguido por Roger Williams. Casi había alcanzado un terraplén desde donde pretendía saltar al foso. En el otro lado le esperaba un caballo ensillado. Llevaba una vejiga de cerdo atada a la cintura para que le ayudase a flotar. Sin embargo tropezó con un montón de basura. Un sirviente y un alabardero del príncipe que habían corrido tras él le atraparon.
Se dice que cuando sus captores le llamaron traidor respondió «No soy un traidor, soy un sirviente leal de mi señor».
«¿Qué señor?»-le preguntaron.
«De mi amo y señor, el rey de España».
En ese momento llegaron más pajes y alabarderos del príncipe, que le arrastraron adentro de la casa a puñetazos y golpes con la empuñadura de las espadas. Como entendió de lo que decían que el príncipe seguía vivo gritó «¡Maldita sea la mano que falló!».

## Sentencia
Ya en la casa fue examinado inmediatamente por los magistrados de la ciudad. En el interrogatorio no mostró desesperación ni arrepentimiento alguno, sino un júbilo tranquilo. Dijo que «Como David, había asesinado al Goliat de Gath».
En la primera noche de su cautiverio Balthasar Gérard fue colgado de un palo y latigado. Tras esto sus heridas se untaron en miel y se trajo a una cabra para que lamiera la miel con su afilada lengua. Sin embargo la cabra se negó a lamer al sentenciado. Tras ésta y otras torturas se le dejó pasar la noche con las manos y los pies atados para que no pudiese dormir. Durante los tres días siguientes se le abucheó y colgó de un palo con las manos atadas a su espalda. 
Durante media hora se le colgó un peso de 136 Kilos (300 libras) de los dedos gordos de los pies. Tras esta media hora se le calzaron dos zapatos aceitados de piel de perro dos dedos más cortos que sus pies. En este estado se le llevó ante un fuego. Cuando los zapatos se calentaron se contrajeron aplastando sus pies. Cuando le retiraron los zapatos, su piel chamuscada se había desprendido de la carne. Tras dañar sus pies se le marcaron las axilas. Tras esto se le vistió con una camisa empapada de alcohol, se vertió grasa ardiendo sobre él y se introdujeron clavos afilados bajo sus uñas. Se dice que Gérard permaneció calmado durante la tortura.
Entonces los magistrados sentenciaron que se le debía quemar la mano derecha con un hierro incandescente, después separar la carne de sus huesos con pinzas, destriparle y descuartizarle vivo, su corazón debía sacarse de su pecho y ser arrojado contra su cara y, finalmente, se le decapitaría.

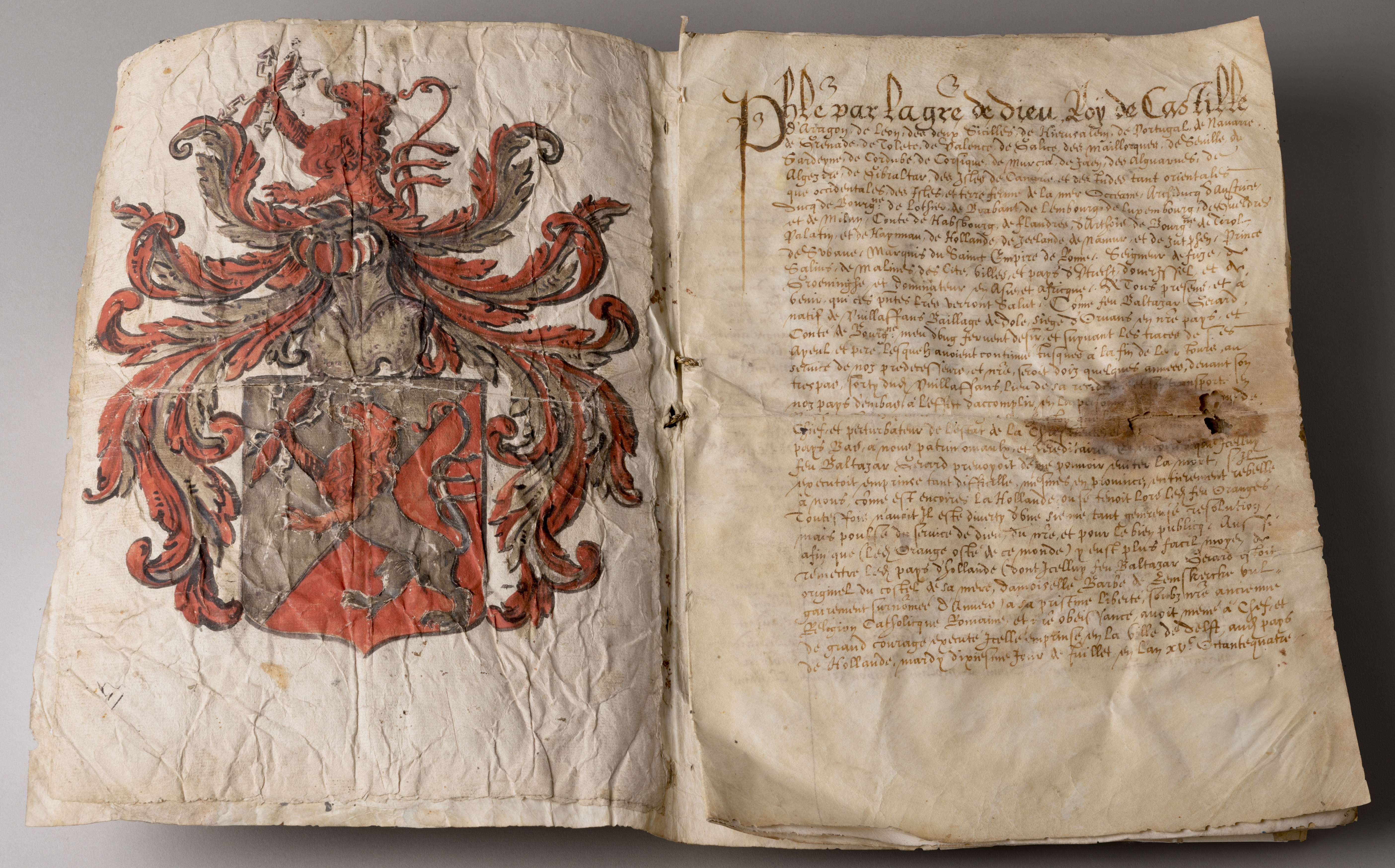
Carta de recompensa del rey Felipe II de España a la familia de Balthasar Gérard, 1590

En lugar de las 25 000 coronas de recompensa, Felipe II les dio a los padres de Balthasar tierras en Lièvremont, Houtaud y Dommartin en el Franco Condado (en el actual departamento de Doubs), y la familia recibió un título nobiliario. Más tarde le ofreció estas tierras al hijo del asesinado Príncipe de Orange pero asegurando que la familia de Gérard continuaría recibiendo una proporción de las rentas.[cita requerida] Esta oferta fue rechazada con desdén, así que los estados siguieron bajo el gobierno de la familia Gérard.
Sasbout Vosmeer (Arzobispo de Utrecht a principios del s. XVII) trató de conseguir que se canonizase a Gérard. Robó la cabeza de Gérard y la mostró a los oficiales de la Iglesia en Roma, pero la Iglesia rechazó la idea.